# Маккул, Уильям Камерон
Уильям Камерон Маккул (англ. William Cameron McCool; 23 сентября 1961 — 1 февраля 2003) — американский астронавт, совершивший единственный полёт в январе—феврале 2003 года на шаттле Колумбия. Погиб 1 февраля 2003 года при возвращении на Землю. Его жена Лани записала отрывок песни «Hotel California», группы «The Eagles» перед полётом мужа. Именно эта песня стала гимном экипажа «Колумбия».

## Биография

### Образование
- 1979 год — средняя школа Коронадо в городе Лаббок (штат Техас)
- 1983 год — Военно-морская академия США (бакалавр в области прикладных наук)[4];
- 1985 год — Мэрилендский университет (магистр в области программирования)[5];
- 1992 год — аспирантура Академии ВМС США (магистр в области аэронавтики)[5].

### Воинская служба
С 1986 г. по 1996 г. служил в частях радиоэлектронной разведки ВМС, в том числе в соединениях, базировавшихся на авианосцах Coral Sea и Enterprise. Имеет налёт 2100 часов на самолётах 24 типов.

## Космическая подготовка
С 1996 г. — в отряде астронавтов NASA.

### Полёт на «Колумбии»
Единственный полёт Маккул совершил с 16 января по 1 февраля 2003 года в качестве пилота корабля Columbia по программе STS-107. Корабль с экипажем сгорели в атмосфере 1 февраля (через 15 суток 22 часа 20 минут 22 секунды после старта).

## Награды

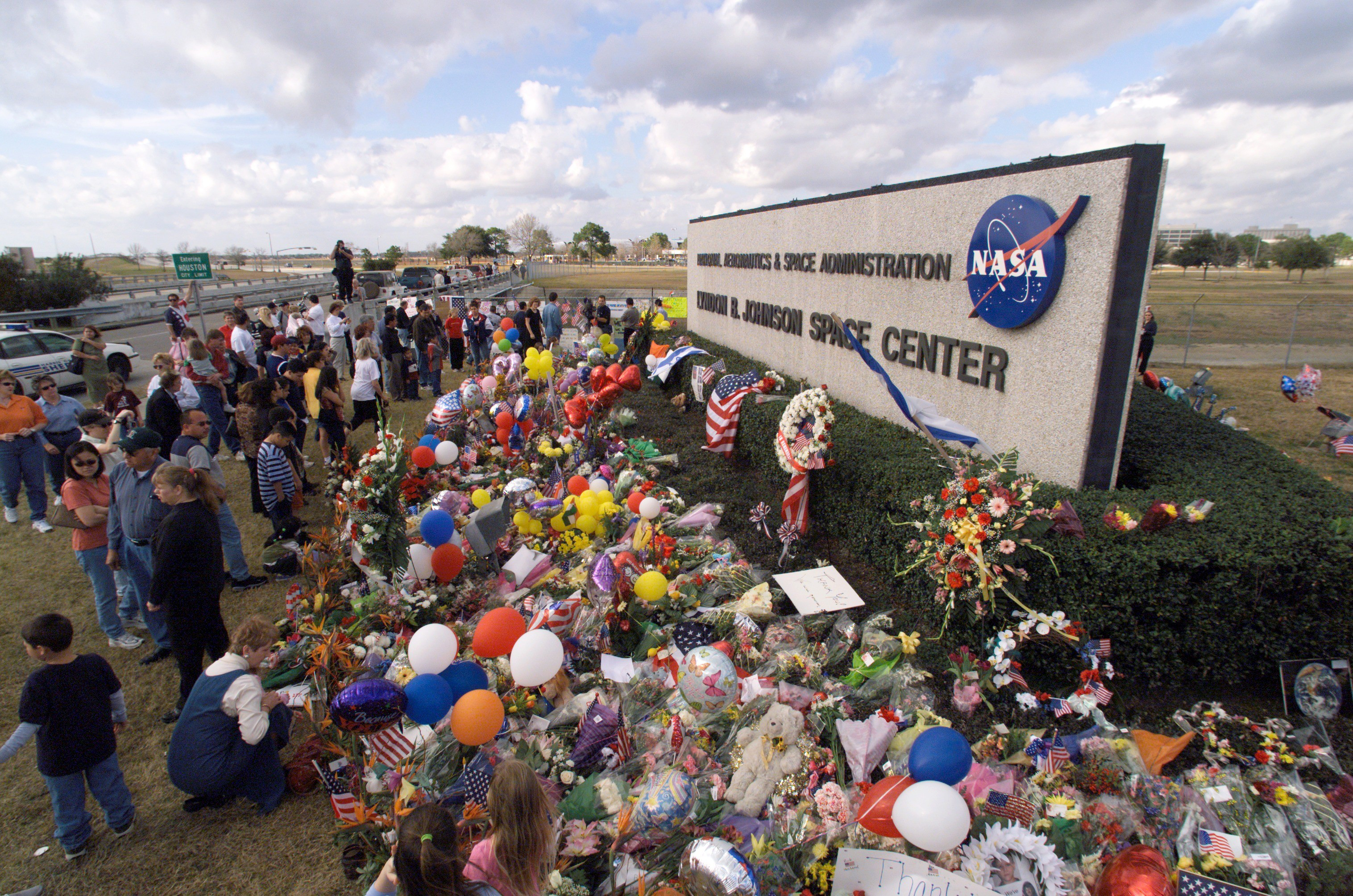
Временный мемориал возле главного входа в Космический центр имени Джонсона

- Медаль за выдающуюся службу в Вооружённых силах (2003)[1]
- Похвальная медаль Военно-морского флота (2003, 2003)[1]
- Медаль «За успехи» ВМС и Корпуса морской пехоты (2003, 2003)[1]
- Похвальная благодарность армейской воинской части (1987, 1989)[1]
- Космическая медаль почёта Конгресса (3 февраля 2004)[2]
- Медаль за выдающуюся службу (2003)[1]
- Медаль За космический полёт (2003)[1]
- Медаль За службу национальной обороне (2003)[1]
- Медаль За службу в вооружённых силах (1994, 1994, 1994)[1]
- Лента «За участие в операциях ВМС» (2003)[1]

## Память
В 2006 году Международный астрономический союз присвоил имя Уильяма Маккула кратеру на обратной стороне Луны.
Его именем названа Гора Маккул в Колумбийский горах на Марсе